# Рахимов, Садулло Хайруллоевич
Садулло Хайруллаевич Рахимов (тадж. Саъдулло Хайруллоевич Раҳимов; 8 ноября 1951, Ромитанский район, Бухарская область — 4 мая 2024 — 4 мая 2024, Душанбе, Таджикистан) — советский и таджикский культуролог, киновед, кинокритик, доктор философских наук (2007). Член Союза кинематографистов СССР (1985). Член Международной федерации кинокритиков FIPRESCI.

## Биография
Родился 8 декабря 1951 года в кишлаке Козхур Ромитанского района Бухарской области, в семье сельского учителя.
Окончил факультет русского языка и литературы Таджикского Государственного университета им. В. И. Ленина (1974); аспирантуру отдела философии (ныне Института философии, политологии и права им. Богоутдинова) Академии наук Таджикистана (1978). В 1968—1969 годах — помощник режиссера художественных фильмов киностудии «Таджикфильм». В 1974—1987 годах — старший лаборант, аспирант, лаборант, младший научный сотрудник, ученый секретарь отдела философии Академии наук Таджикистана. В 1987—1993 годах — директор киностудии «Таджикфильм». В 1993—1995 годах — научный сотрудник Института философии АН РТ. В 1995—1997 годах — директор киностудии «Таджикфильм». В 1997—1998 годах — заместитель председателя Комитета по телевидению и радиовещанию при Правительстве РТ. С 1998 года до последнего времени работал в Институте философии, политологии и права им. А. Баховаддинов АН РТ — ведущим научным сотрудником, главным научным сотрудников, заведующим отделом онтологии и гносеологии, заведующим отделом философии культуры.
В 1978 году в Институте философии АН СССР (Москва) защитил кандидатскую диссертацию на тему «Характерные особенности таджикского искусства в период развитого социализма», в 2007 году защитил докторскую диссертацию на тему «Философско-эстетические идеи зороастризма».
Скончался утром 4 мая 2024 года в больнице в Душанбе где последнюю неделю Рахимов находился на лечении в возрасте 72 лет.

## Фильмография
Автор сценариев документальных фильмов: «Дамаск. Дым отечества» (1990), «Одна земля» (1992), «Поиск дороги» (соавтор, 1996). Режиссёр документального филь ма «Женщины-предприниматели» (1996). Автор сценариев документальных фильмов творческого объединения «Таджиктелефильм»: «Как живешь, Душанбе» (1989), «Махваш» (1998). Автор сценариев и режиссёр документальных фильмов «Путешествие по Родине» (кинокомпания «Сиявуш», 1997), «Устод Осими» (ООО «Киносервис», 2002). Автор идеи фильма «Арусак» (сценарий и режиссура Р. Атоевой, «Киносервис», 2002). Автор сценария документального фильма «Не ведаем, что творим» (ООО «Киносервис», 2003).
Исполнил роль отца в фильме «Традиция» (ООО «Киносервис», 2004).
Автор сценариев цикла документальных фильмов о ГБАО: «Рушанцы», «Ишкашимцы», «Гульбек» («Киносервис», 2007—2008); фильмов: «Академик Диноршоев» («Киносервис», 2005), «Традиционный народный театр таджиков» (Кристенсен фонд, Антропологический центр, ООО «Киносервис», 2005), «Святые места» («Киносервис», 2006), «Пророк мудрости: Ибн Сина» («Киносервис», 2005), фильма-концерта «Насими Каратог» (Кристенсен фонд, Антропологический центр, ООО «Киносервис», 2005), «Мавлана» («Киносервис», 2008), «Я справедливый критик» (о Нурджанове, Центр танцевального искусства, 2009).
Консультант более 20 студенческих игровых и документальных фильмов курсантов Киношколы при ООО «Киносервис».